# Nycteris vinsoni
Nycteris vinsoni é uma espécie de morcego da família Nycteridae. Endêmica de Moçambique.